# 德勒格沙尼
德勒格沙尼（羅馬尼亞語：Drăgășani）是羅馬尼亞的城市，位於該國南部奧爾特河右岸，距離首府勒姆尼庫沃爾恰50公里，由沃爾恰縣負責管轄，面積44.57平方公里，海拔高度165米，2009年人口20,226，大多數居民信奉東正教。